# Canon EOS M50
Aucun M50 Mark II
Le Canon EOS M50 est un appareil photographique hybride grand public d'une définition de 24 mégapixels, fabriqué par Canon, commercialisé en avril 2018. Il s'agit du premier appareil photo grand public produit par Canon capable de filmer en 4K/UHD, seuls les réflex plein format 1D X Mark II et 5D Mark IV offrant auparavant cette fonctionnalité au format 4K/DCI. Le successeur de l'EOS M50 est l'EOS M50 Mk II sorti en mars 2020.

## Caractéristiques
L'EOS M50 vise un créneau grand public mais possède néanmoins des caractéristiques supérieures à celles du M5 sorti fin 2016.
- Monture Canon EF-M
- Capteur CMOS APS-C (22,3 mm × 14,9 mm), également utilisé dans le Canon EOS 80D et l'EOS M5
- Définition : 24,2 millions de pixels
- ISO 100 – 25600
- Autofocus CMOS Dual Pixel (détection de phase) excepté en vidéo 4K/UHD (détection de contraste)
- Écran tactile 3 pouces orientable de 1,04 million de points
- Viseur électronique OLED de 2,36 millions de points comme l'EOS M5
- Vidéo 4K/UHD à 23,98 im./s ou 25 im./s (PAL)
- Processeur DIGIC 8, introduit pour la première fois sur cet appareil
- Connexions NFC, Bluetooth BLTE et Wi-Fi